# Indiegogo
Indiegogo é um site de financiamento coletivo internacional fundado em 2008 por Danae Ringelmann, Slava Rubin, e Eric Schell. Sua sede fica na Califórnia. O site é um dos primeiros sites a oferecer financiamento coletivo.
Em 2014, o Indiegogo lançou Indiegogo Life, um serviço que as pessoas podem usar para arrecadarem dinheiro para emergências, despesas médicas, comemorações, ou outros eventos de vida. O Indiegogo vida não cobra uma taxa de plataforma, de modo angariadores de fundos mantem mais do dinheiro que eles levantam.

## Projetos

### ODIN
O ODIN (ou Open Discovery Institute), dirigido pelo Dr. Josiah Zayner, está tentando facilitar e incentivar a investigação “faça você mesmo” em biologia  sintética em casa, e está atualmente vendendo kits completos de engenharia de genoma para que cientistas amadores e fãs possam experimentar a edição de repetições palindrômicas curtas de gene  por si próprios. O ODIN que ajuda os pesquisadores genéticos reunir e partilhar o seus trabalhos, por US $ 130, está oferecendo um kit com tudo que é necessário para para qualquer pessoa editar o ADN de bactérias de forma que elas possam sobreviver com uma nova fonte de alimento e para editar o DNA do fermento de modo que eles ficam vermelhos.